# Sirocco
Sirocco fue el nombre de un cohete sonda estadounidense fabricado por Aerojet. De una sola etapa y propulsado por combustible sólido, fue desarrollado a mediados de los años 1960 y retirado en 1966.
Se lanzaron 19 cohetes Sirocco, 9 de ellos fallidos, tanto desde la base de White Sands como desde la de Eglin. El primer Sirocco fue lanzado el 15 de julio de 1964, y el último el 3 de febrero de 1966. Se utilizaron en misiones de prueba y de aeronomía.

## Especificaciones
- Apogeo: 60 km
- Masa total: 100 kg
- Diámetro: 0,14 m
- Longitud: 3,9 m